# Step and Go
『Step and Go』（ステップ アンド ゴー）は、日本の男性アイドルグループ・嵐の通算21枚目となるシングル。2008年2月20日にジェイ・ストームから発売された。

## 概要
- 表題曲は、フジテレビ系『GRA』エンディングテーマ。ただしGRAのタイアップが付いたのは発売後であるため、発売時点ではノンタイアップだった。嵐のCDシングル表題曲で発売時にノンタイアップなのは今作のみである。
- 通常盤のみ収録のカップリング「冬を抱きしめて」は「C1000レモンウォーター」CMソングに起用されており、同タイアップは前々作「Di-Li-Li」に次ぐものである。
- PVはハイスピードカメラを利用し、5人のダンスを収録している。メンバーの相葉雅紀は、撮影中にバック転をした為、腕を痛めるというハプニングがあった。PVの監督は、「A・RA・SHI」「SUNRISE日本」「a Day in Our Life」「ナイスな心意気」「Lucky Man」も手がけた川村ケンスケ。
- 今作では、初回限定盤･通常盤の他に、ジャニーズ携帯サイト「Johnny's web」では会員期間限定商品で「Step and Go <Special Cu[9]bic Box>」が販売された。これのみに収録されている「COOL & SOUL for DOME07」は、2007年開催のコンサート「凱旋記念最終公演 ARASHI AROUND ASIA+in Dome」で披露した、2006年発売6thアルバム『ARASHIC』収録曲「COOL & SOUL」の終盤の歌詞を変化した「嵐第二章のスタート」を宣言した曲である。また、特典として「嵐・特製Step and Goグッズ」が付属している。
- 初回限定盤のDVDには、メイキング終了後、シークレットトークが収録されている。映像版のシークレットトークは本作が初。

## チャート成績
2008年3月3日付のオリコン週間シングルチャートで首位を獲得。同チャートでの1位獲得は嵐にとって10作連続、通算17作目となった。初動売上は約32.4万枚となり、2ndシングル「SUNRISE日本/HORIZON」以来、7年11か月ぶりに30万枚を突破した。
2008年3月3日付のBillboard JAPAN Hot 100で初登場1位を獲得。Billboard JAPAN Hot 100最初の1位獲得作品となった。

## 収録曲

### CD

#### 通常盤・初回限定盤
※「冬を抱きしめて」以降、通常盤のみ収録。
1. Step and Go
作詞：Wonderland
Rap詞：櫻井翔
作曲：youth case
編曲：吉岡たく
  - フジテレビ『GRA』エンディングテーマ
2. 冬を抱きしめて
作詞：藤瀬聖, 杉山勝彦
作曲：杉山勝彦
編曲：石塚知生
  - 嵐出演 ハウス食品「C1000レモンウォーター」CMソング
3. Step and Go（オリジナル・カラオケ）
4. 冬を抱きしめて（オリジナル・カラオケ）

#### Special Cu[9]bic Box
1. Step and Go
2. COOL & SOUL for DOME07
  - 6thアルバム「ARASHIC」収録曲のドームバージョン
  - DVD「ARASHI AROUND ASIA+ in DOME」収録曲

### DVD
※初回限定盤のみ
1. 「Step and Go」ビデオ・クリップ+メイキング
メイキング終了後、シークレットトークを収録。

### 特典
※Special Cu[9]bic Boxのみ
- 嵐・特製Step and Goグッズ
  - 特製スケジュールノート・特製エコ・ペンシル・オリジナルウォールポケット・キュートなキュウビック・ボックス

## 収録アルバム
- Dream "A" live（#1）
- 5×10 All the BEST! 1999-2009（#1）
- ウラ嵐マニア（通常盤#2）
- 5×20 All the BEST!! 1999-2019（#1）
- ウラ嵐BEST 2008-2011（通常盤#2, Special Cu[9]bic Box#2）

| 前奏・A・B | 前奏・A・B  | → | サビ・C | サビ・C    | → | 後奏 | 後奏        |
|            | イ短調 (Am) | → |         | イ長調 (A) | → |      | イ短調 (Am) |

## 映像作品
Step and Go
- ARASHI AROUND ASIA 2008 in TOKYO
- ARASHI Anniversary Tour 5×10
- ARASHI アラフェス NATIONAL STADIUM 2012
- ARASHI アラフェス'13 NATIONAL STADIUM 2013
- ARASHI Live Tour 2013 “LOVE”
- ARASHI BLAST in Hawaii
- ARASHI LIVE TOUR 2016-2017 Are You Happy?
- ARASHI Anniversary Tour 5×20
- This is 嵐 LIVE 2020.12.31